# 塵埃落定 (小說)

小说封面

《塵埃落定》是一部1998年发表的基於藏族民風傳統的長篇小說，共计十二章有48.1万字。其作者阿來為藏族人士，為雜誌《科幻世界》編輯。該小說在2000年獲得第五届茅盾文學獎。

## 梗概
故事讲述了20世纪20年代至中华人民共和国成立之前，四川阿坝一位藏族土司和他家人的命运。书中大致介绍了阿坝地区的经济发展，土司之间的领土争端以及土司继承权的斗争。

## 主要人物
麦其土司家族
- “我”：被认为是“傻子”，麦其土司的二子，母亲是汉人
- 麦其土司：我的父亲
- 母亲：麦其土司的第二任老婆，她是一个毛皮药材商买来送给土司的汉人女子。
- 哥哥：麦其土司的长子，麦其土司第一任老婆所生，被认为是麦其土司的继承人。
- 桑吉卓玛：我的侍女
- 跛子管家：
- 翁波意西：新教派格鲁巴喇嘛
- 索郎泽郎：我的小侍从
- 尔依：行刑人的儿子，我的小侍从
- 侍女塔娜：我的第二个侍女
- 央宗：原是查查头人的女人，在查查头人死后成为麦其土司的女人
- 门巴喇嘛：
- 姐姐：与我同父异母，在英国生活
- 叔叔：麦其土司弟弟，在印度经商
- 银匠：成为桑吉卓玛的丈夫

其他人物
- 黄特派员：国民政府官员
- 茸贡土司：女土司
- 塔娜：茸贡土司的漂亮女儿
- 拉雪巴土司：
- 汪波土司：

## 评价
茅盾文学奖评委会给予的评语：“小说视角独特，有丰厚的藏族文化意蕴。清淡的一层魔幻色彩增强了艺术表现开合的力度，语言轻巧而富有魅力，充满灵动的诗意”。

## 改编作品
- 電視劇 2003年《塵埃落定》首播[3]。
- 舞蹈 2006年香港舞蹈團改編塵埃落定為舞劇。